# Microdymasius honestus
Microdymasius honestus är en skalbaggsart som beskrevs av Holzschuh 1999. Microdymasius honestus ingår i släktet Microdymasius och familjen långhorningar. Inga underarter finns listade i Catalogue of Life.